# Estação Alexanderovskii Sad
Alexanderovskii Sad (em russo:  Александровский сад) é uma estação terminal da linha Filiovskaia (Linha 4) do Metro de Moscovo, na Rússia. Estação «Alexanderovskii Sad» está localizada após a estação «Arbatskaia».